# Оливье, Марк-Антуан
Марк-Антуан Оливье (фр. Marc-Antoine Olivier; род. 18 июня 1996, Денен) — французский пловец, бронзовый призёр летних Олимпийских игр 2016 года, двукратный чемпион мира, призёр чемпионатов мира и Европы. Участник летних Олимпийских игр 2016, 2020 и 2024 годов.

## Карьера
Отец и брат Оливье были пловцами. Марк-Антуан начал заниматься плаванием в возрасте семи лет, а в пятнадцать лет переключился на плавание на открытой воде. На чемпионате мира по водным видам спорта 2015 года занял 6-е место в заплыве на 10 км на открытой воде, что позволило ему принять участие в олимпийском марафоне в Рио-де-Жанейро.
На летних Олимпийских играх 2016 года Оливье завоевал бронзовую медаль на дистанции 10 км на открытой воде.
На чемпионате мира 2017 года в Будапеште стал двукратным чемпионом мира, победив на дистанции 5 км и в составе французской команды в заплыве эстафет на открытой воде.
В 2021 году получил право представлять Францию на летних Олимпийских играх 2020 года в Токио, где занял 6-е место на дистанции 10 км в открытой воде.
На чемпионате мира в Дохе, на дистанциях 5 и 10 километров, французский спортсмен завоевал две серебряные медали.
В 2024 году принял участие в домашних летних Олимпийских играх. На дистанции 10 км на открытой воде стал 7-м.
В 2025 году в Сингапуре на чемпионате мира на дистанциях 5 и 3 км на открытой воде стал бронзовым призёром.